# 小行星1569
小行星1569（1569 Evita）是一颗绕太阳运转的小行星，为主小行星带小行星。该小行星于1948年8月3日发现。
該小行星以阿根廷第一夫人伊娃·裴隆命名。

## 轨道参数
小行星1569的轨道半长轴为3.1471793 UA，离心率为0.133。